# Potamogeton cristatus
Potamogeton cristatus är en nateväxtart som beskrevs av Regel et Maack. Potamogeton cristatus ingår i släktet natar, och familjen nateväxter. Inga underarter finns listade.

## Bildgalleri

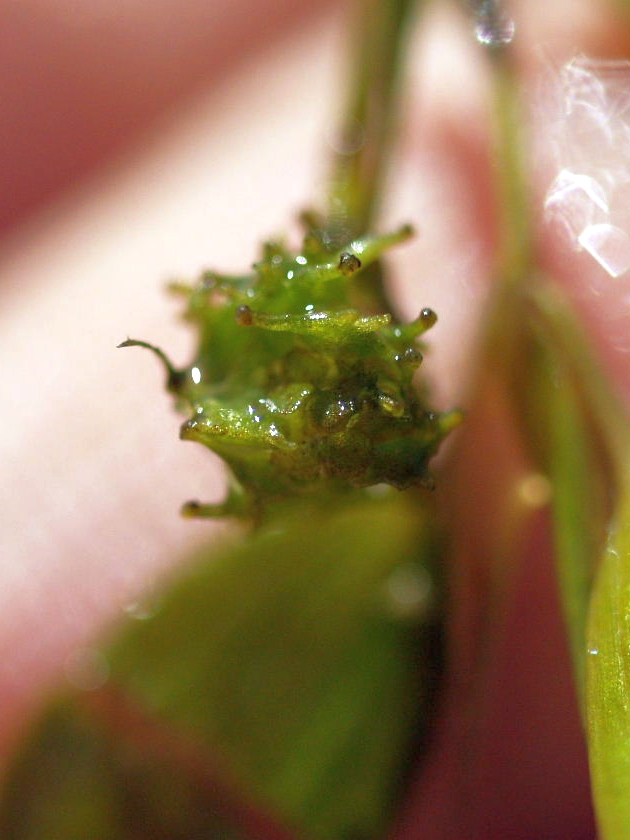
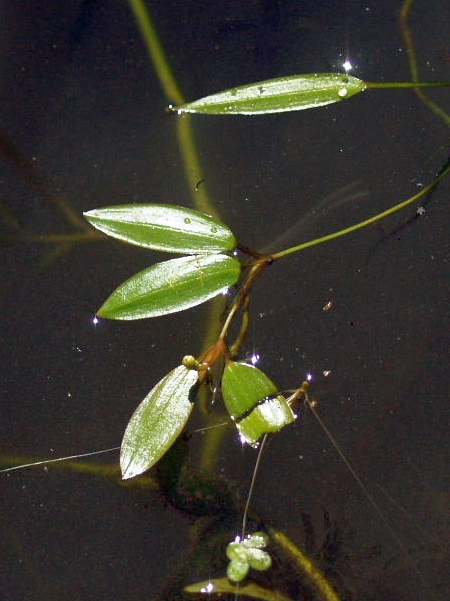
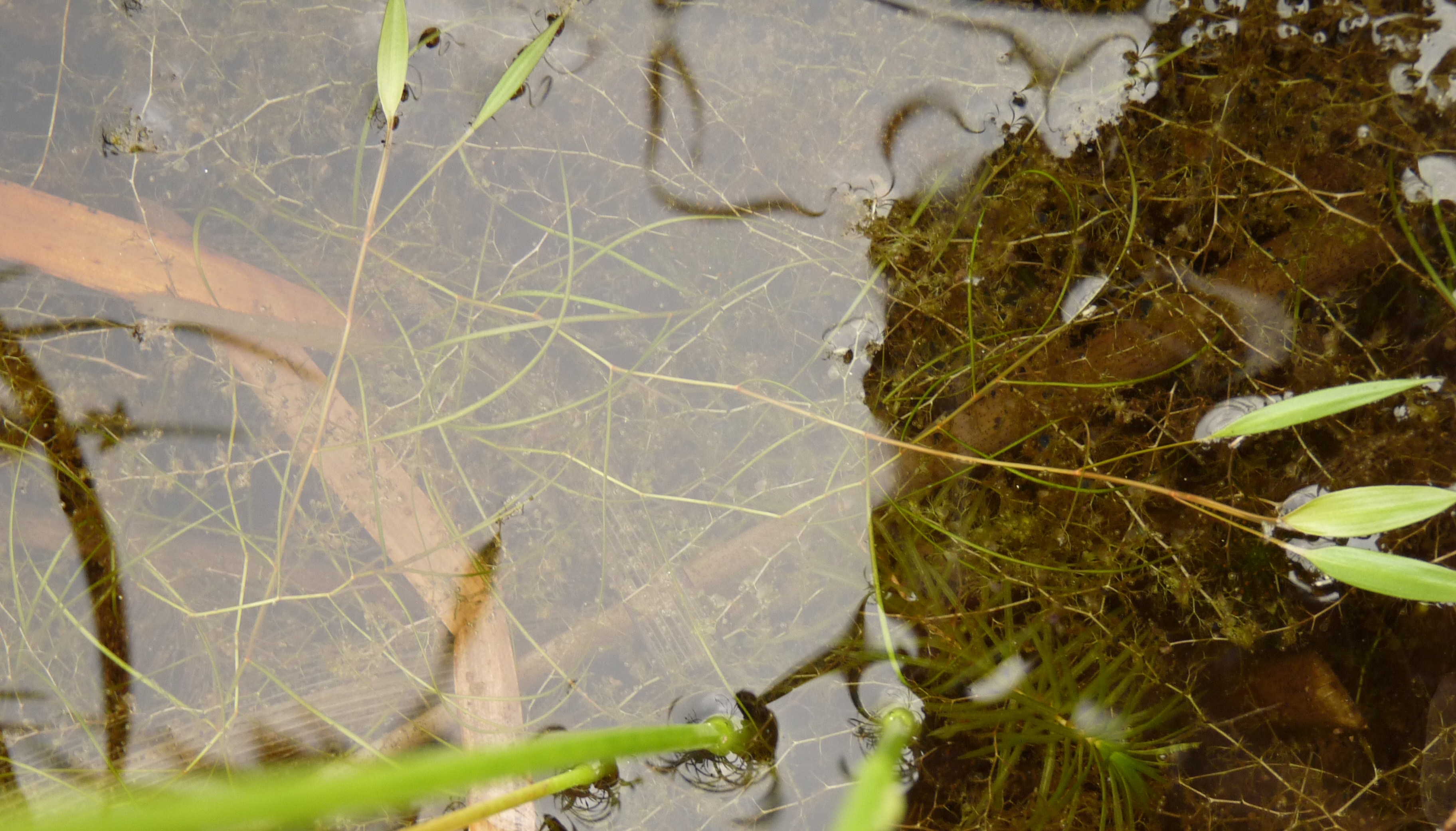